# Epicoma pontifascialis
Epicoma pontifascialis är en fjärilsart som beskrevs av Eduard Rosenstock 1885. Epicoma pontifascialis ingår i släktet Epicoma och familjen tandspinnare. Inga underarter finns listade i Catalogue of Life.